# Bona Espero

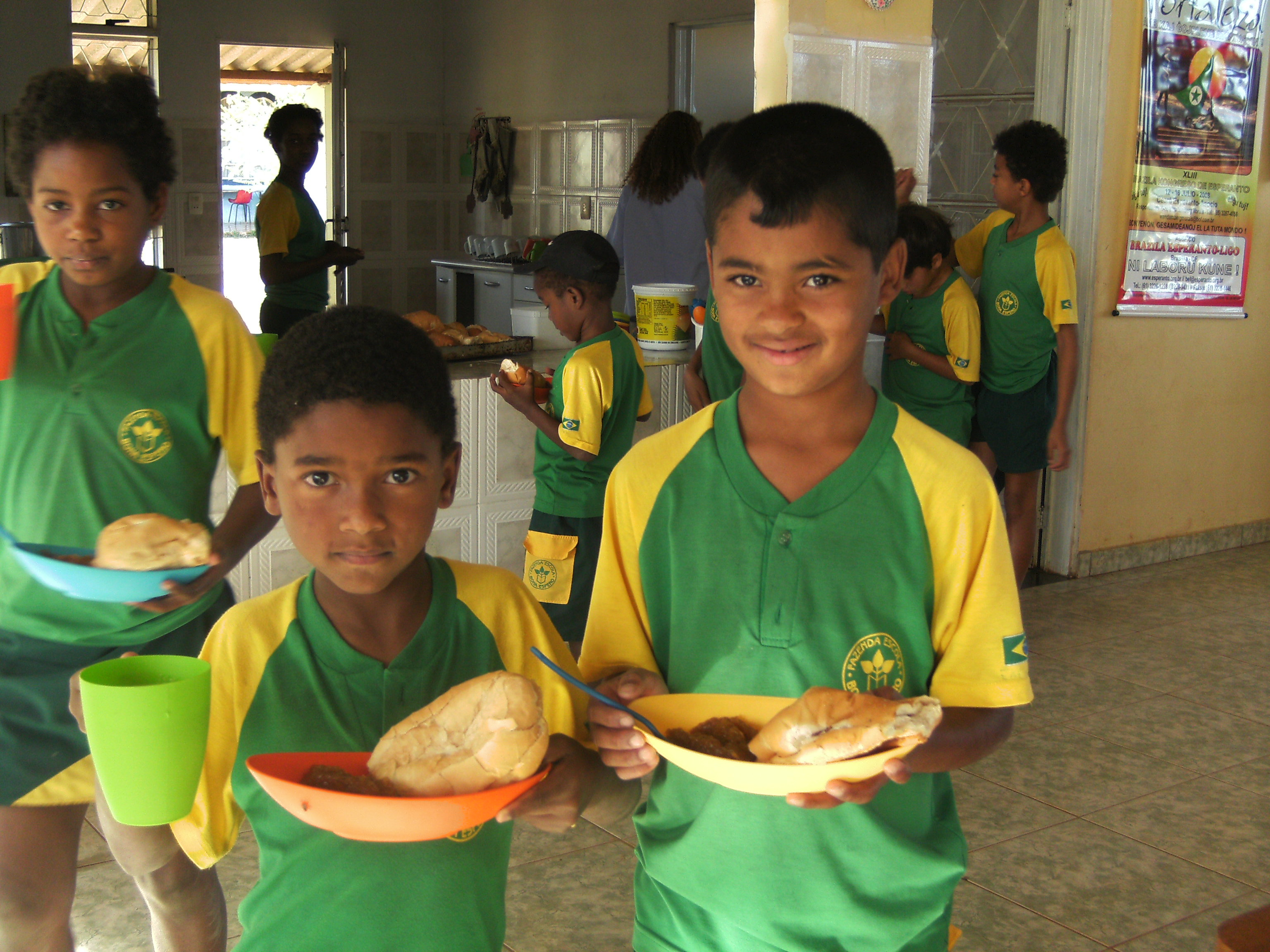
Bona Espero, em 2003

Bona Espero (em esperanto:  Boa Esperança) é uma comunidade rural e escola para crianças pobres em Alto Paraíso de Goiás, Brasil.

## Finalidade
Os esperantistas em Bona Espero proteger e educar os órfãos e de crianças de baixo status sócio-econômico. Eles são ensinados a ler, uma iniciativa que é financiada por Esperantistas e as  organizações Esperanto de diversos países, incluindo a Alemanha. O governo do Brasil oferece suporte somente através de energia elétrica livre e pagamento para os professores que lá trabalham. Graças aos esforços de voluntários, mais de 400 crianças foram ensinadas a ler e muitos têm ido para o ensino superior. 20 deles estão agora certificadas professores nas aldeias vizinhas.
Bona Espero usa o Esperanto como segunda língua ensinada. O português brasileiro é a principal língua de instrução na sala de aula.